# 서로마 제국의 몰락

로마의 강역.
공화정
제정
동방
서방

서로마 제국의 몰락은 서로마 제국이 중앙 정치 통제력을 상실하며 통치를 시행하지 못하고 광대한 영토가 여러 후계 정치 세력에게 분할되는 과정이었다. 로마 제국은 서부 지방을 효과적으로 통제할 수 있었던 강점을 상실했는데, 현대 역사가들은 군대의 효율성과 숫자, 로마 인구의 건강과 숫자, 경제의 힘, 황제의 능력, 내부 권력 투쟁, 당시의 종교적 변화, 시민 행정의 효율성 등의 요인을 그 원인으로 꼽고 있다. 로마 문화권 밖에서 침입하는 야만인들의 압력 증가도 붕괴에 크게 기여했다. 기후 변화와 풍토병 및 전염병이 이러한 직접적인 요인 중 많은 부분을 주도했다. 붕괴의 원인은 고대 세계 역사학의 주요 주제이며 국가 실패에 대한 현대 담론에 많은 영향을 미쳤다.
376년, 훈족을 피해 도망친 고트족과 다른 비로마인들의 대규모 이주가 로마 제국으로 들어왔다. 로마 군대는 (일반적인 관행처럼) 그들을 근절하거나 추방하거나 정복할 수 없었다. 395년, 테오도시우스 1세는 두 차례의 파괴적인 내전에서 승리한 후 사망했다. 그는 무너져가는 야전 군대를 남겨두고 떠났고, 제국은 무능한 두 아들의 전쟁 장관들 사이에서 분열되었다. 고트족과 다른 비로마인들은 제국의 어느 쪽에도 도전할 수 있는 세력이 되었다. 더 많은 야만인 집단이 라인강과 다른 국경을 넘었다. 서로마 제국의 군대는 소수이고 무능해졌으며, 유능한 지도자들에 의해 잠시 회복되었지만 중앙 통치는 다시는 효과적으로 통합되지 못했다.
476년까지 서로마 황제의 지위는 군사적, 정치적, 재정적 권력이 미미했고, 여전히 로마라고 할 수 있는 흩어진 서부 영토를 효과적으로 통제하지 못했다. 야만왕국들은 서로마 제국의 많은 지역에서 독자적인 세력을 구축했다. 476년 게르만 야만족 왕 오도아케르는 서로마 제국의 마지막 황제인 이탈리아의 로물루스 아우구스투스를 폐위시키고 원로원은 황제 휘장을 동로마 황제 제논에게 보냈다.
서로마 제국의 정통성은 수 세기 동안 지속되었고 문화적 영향력은 오늘날까지 남아 있지만, 서로마 제국은 다시 일어설 힘을 얻지 못했다. 반면 동로마 제국은 비록 그 세력이 약해지긴 했지만 수세기 동안 동지중해의 효과적인 세력으로 남아 있었다. 또한 정치적 통일성과 군사적 통제력의 상실은 보편적으로 인정되지만 로마의 멸망만이 이러한 사건을 통합하는 유일한 개념은 아니며, 후기 고대로 묘사되는 시기는 정치적 붕괴를 넘어선 문화적 연속성을 강조한다.

## 같이 보기
- 로마의 내전